# Alça
Uma alça (também denominada asa, pegador ou puxador) é parte de, ou serve de conexão para um objecto capaz de ser movido ou manuseado. O design de cada tipo de alça, pegador, puxador etc, envolve questões substanciais de ergonomia, mesmo quando estas são consideradas intuitivamente ou seguindo uma tradição.

## Critérios gerais dedesign
Os três requisitos quase universais são:
1. Suficiente resistência para sustentar o objecto, ou por outro lado, capacidade de transmitir a força envolvida na tarefa para a qual a alça foi projectada.
2. Comprimento suficiente para permitir que a mão (ou mãos) segurem-na e exerçam tal força confiavelmente.
3. Circunferência suficientemente pequena para permitir que a mão (ou mãos) envolvam-na em grau suficiente para exercer tal força.

## Exigências específicas
Requisitos que podem ser aplicados a manipuladores específicos:
- Uma bainha ou cobertura sobre o manipulador para provocar fricção contra a mão, reduzindo a força de contenção necessária para obter um apoio confiável.
- Desenhos tais como manipuladores rebaixados para portas de carros, reduzindo a chance de operação acidental ou simplesmente o inconveniente de "emperrar" o puxador.
- Circunferência suficiente para distribuir a força segura e confortavelmente por toda a mão. Um exemplo onde este requisito é quase que o único propósito para a existência de um manipulador é um manipulador que consiste de duas peças: um cilindro de madeira (ou plástico) oco da grossura de um dedo e um pouco mais longo do que o comprimento da mão e um fio rígido que passa através do centro do cilindro, tem dois ângulos retos e é moldado num gancho em cada ponta. Este manipulador permite carregar quase confortavelmente com as mãos nuas, um pacote pesado suspenso num cordel esticado que passa ao redor do alto e do topo do mesmo: o cordel é forte o bastante para suportá-lo, mas a pressão exercida nos dedos que o segurassem diretamente seria freqüentemente insuportável.

## Náutica
Em náutica uma alça  é uma volta ou curva em forma de “U”, logo em forma de alça. É uma aselha feita no chicote ou num seio de um cabo para receber eventualmente uma peça como um olhal, ou passar outro cabo nessa curva .

A alça serve assim para rematar um chicote com ou sem sapatilho .